# Longmeng
Longmeng (кит. трад. 龍夢, упр. 龙梦, пиньинь Lóngmèng, палл. Лунмэн, Сон дракона) — недорогой персональный компьютер, совместная разработка группы Jiangsu Menglan Group и Института компьютерных технологий КНР (ИКТ).
Институт представляет интересы Академии наук КНР. По мнению Чжан Фусиня, инженера ИКТ, проект ставит своей целью создать компьютер, доступный каждому.
Планировалось продать 100 000 недорогих компьютеров в 2006 году. Основная целевая аудитория — население с низкими доходами и студенты из сельскохозяйственной глубинки страны.

## Технологии
Модель-образец предусматривает следующую конфигурацию:
- специальный компактный корпус 14 на 17 см
- ЦПУ: Loongson III (Godson) 64‑битный
- тактовая частота процессора 800—1000 МГц (64 KБ кэш, набор инструкций Godson RISC)
- ОЗУ 256 МБ DDR SDRAM
- жёсткий диск 40—60 ГБ IDE
- сетевая карта 10/100 Мбит/с Ethernet
- четыре порта USB
- внутренний DVD-привод
- блок питания: Micro-ATX

## Программное обеспечение
Поставляется с Red Flag Linux, также можно устанавливать другие варианты GNU/Linux (см. статью Loongson). Компьютер Lemote Fuloong mini поставляется с Debian GNU/Linux.

## Другие похожие проекты
- Ноутбук XO-1, также называемый «проект 100$-го ноутбука»
- VIA pc-1 Initiative — проект компании VIA Technologies, призванный устранить цифровой барьер
- ASUS Eee PC, совместный проект Intel и ASUS
- Tianhua GX-1C, серия недорогих компьютеров, разработанных Sinomanic в Китае
- Classmate PC — проект Intel, более дорогой и мощный
- OpenBook Project — разработка ноутбука аналогичного XO-1
- Simputer более ранний проект по созданию дешевого карманного ПК
- Wizzy Digital Courier — доступ в интернет в сельских школах через устройство, подключаемое по USB
- Edubuntu — специальный дистрибутив GNU/Linux для школ и домашнего обучения
- Skolelinux — аналогичный дистрибутив, основанный на Debian GNU/Linux